# Domezio di Bisanzio
Domezio (III secolo – III secolo) è stato un vescovo romano, il 23º vescovo di Bisanzio, dal 272 al 284, succedendo al vescovo Tito e seguito dal vescovo Rufino I a capo della Chiesa di Bisanzio.
Domezio pare fosse il fratello dell'imperatore romano Probo (276 - 282), fuggito da Roma verso Bisanzio durante una persecuzione dei cristiani. Fu ordinato presbitero dal vescovo di Bisanzio, Tito, e dopo la sua morte, nel 272, fu nominato vescovo della città. Dopo la sua morte, due dei suoi figli, Probo e Metrofane, avrebbero occupato in seguito la sede episcopale.
Si ritiene che abbia costruito la quarta sede episcopale di Bisanzio, una chiesa dedicata a santa Eufemia.  Un'altra fonte ritiene che questa sia stata opera del primo vescovo a risiedere nella città di Bisanzio, san Castino.